# Voetbalkampioenschap van Lübeck-Mecklenburg 1927/28
In 1927/28 werd het zesde voetbalkampioenschap van Lübeck-Mecklenburg gespeeld, dat georganiseerd werd door de Noord-Duitse voetbalbond. 
Lübecker BV Phönix 03 werd kampioen en plaatste zich voor de Noord-Duitse eindronde. Phönix verloor in de voorronde van St. Pauli SV 01 en ging naar de verliezersgroep waar de club vierde werd. 

## Bezirksliga

### Groep 1
| Plaats | Club                    | Wed. | W | G | V | Saldo | Ptn   |
| ------ | ----------------------- | ---- | - | - | - | ----- | ----- |
| 1.     | Lübeck BV Phönix 1903   | 10   | 9 | 1 | 0 | 53:12 | 19:1  |
| 2.     | VfL Schwerin            | 10   | 5 | 3 | 2 | 27:23 | 13:7  |
| 3.     | VfR Lübeck              | 10   | 4 | 2 | 4 | 24:23 | 10:10 |
| 4.     | FC Germania 1904 Wismar | 10   | 4 | 2 | 4 | 22:30 | 10:10 |
| 5.     | Rostocker SV 99         | 10   | 2 | 2 | 6 | 16:28 | 6:14  |
| 6.     | VfL Eutin               | 10   | 1 | 0 | 9 | 9:35  | 2:18  |

|  | Geplaatst voor finalegroep |
|  | Degradatie                 |

### Groep 2
| Plaats | Club              | Wed. | W | G | V | Saldo | Ptn  |
| ------ | ----------------- | ---- | - | - | - | ----- | ---- |
| 1.     | Schweriner FC 03  | 9    | 8 | 1 | 0 | 50:15 | 17:1 |
| 2.     | Lübecker SV 1913  | 10   | 7 | 0 | 3 | 28:24 | 14:6 |
| 3.     | Oldesloer SV      | 10   | 5 | 2 | 3 | 28:29 | 12:8 |
| 4.     | Rostocker FC 1895 | 10   | 2 | 2 | 6 | 22:34 | 6:14 |
| 5.     | SV Polizei Lübeck | 9    | 2 | 1 | 6 | 19:31 | 5:13 |
| 6.     | Parchimer SC 1913 | 10   | 2 | 0 | 8 | 14:28 | 4:16 |

### Finalegroep
| Plaats | Club                  | Wed. | W | G | V | Saldo | Ptn  |
| ------ | --------------------- | ---- | - | - | - | ----- | ---- |
| 1.     | Lübeck BV Phönix 1903 | 6    | 5 | 1 | 0 | 42:8  | 11:1 |
| 2.     | VfL Schwerin          | 6    | 3 | 1 | 2 | 20:12 | 7:5  |
| 3.     | Schweriner FC 03      | 6    | 3 | 0 | 3 | 20:31 | 6:6  |
| 4.     | Lübecker SV 1913      | 6    | 0 | 0 | 6 | 10:51 | 0:6  |

|  | Kampioen, geplaatst voor Noord-Duitse eindronde |